# Хейнеман, Бен (младший)
Бен Хейнеман (Benjamin (Ben) W. Heineman, Jr.; род. 1944) — американский правовед.
Доктор права (1971), член Американского философского общества (2011) и Американской академии искусств и наук.
В 1987—2003 гг. старший вице-президент — генеральный юрисконсульт General Electric, в 2004—2005 гг. также старший вице-президент.
Ныне заслуженный старший фелло Гарварда и лектор Йеля.
Шеф-редактор Yale Law Journal.
В 2006 году вошёл в число «The 100 Most Influential Lawyers in America» по версии National Law Journal.
Окончил с отличием Гарвард-колледж (бакалавр истории, 1965), также получил степень бакалавра в области политической социологии в Оксфорде (1967), являлся стипендиатом Родса. Степень доктора права получил в Йеле (1971).
Член Американского юридического института и Совета по международным отношениям.
Автор книг High Performance with High Integrity (Harvard Business Press, 2008) и The Inside Counsel Revolution: Resolving the Partner-Guardian Tension (2016).